# Right To Kill
Right To Kill är ett album av Whitehouse, utgivet 1983.

## Låtlista
1. Dedicated To Denis Nielsen (1:11)
2. Cock Dominant (2:04)
3. Tit Pulp (1:58)
4. Gilles de Rais (2:16)
5. Pro-rapist (2:13)
6. Death Penalty (1:34)
7. The Streetcleaner (1:35)
8. Bloodfucking (2:42)
9. Queen Myra (2:21)
10. New Sadist (3:42
11. Right To Kill (7:28)